# OK Liga Bronce 2018-19
La OK Liga Bronce 2018-19 fue la primera edición de la OK Liga Bronce, tercer nivel del campeonato español de hockey sobre patines, tras la OK Liga Plata y por encima de las Ligas Autonómicas. Está organizado por la Real Federación Española de Patinaje. La competición se inició el 23 de febrero de 2019 y concluyó el 9 de junio de 2019.
Esta categoría estuvo compuesta por dos grupos con 8 equipos enfrentándose en formato de liga a doble vuelta, ascendiendo los cuatro primeros clasificados a la OK Liga Plata (segundo nivel del campeonato) y regresando el resto de equipos a disputar las Ligas Autonómicas de la siguiente temporada.

## Equipos participantes
Esta nueva competición se creó con la intención de facilitar el acceso a las categorías nacionales a equipos españoles originarios de distintas comunidades autónomas, puesto que hasta el momento las dos máximas categorías habían estado copadas por equipos catalanes, dejando pocas plazas a clubes de otras procedencias.
La primera edición de la OK Liga Bronce se constituyó como una segunda fase de las cinco ligas autonómicas que hasta el momento habían constituido el tercer nivel del hockey sobre patines español. Quedó aparte la Liga Nacional Catalana, que no se integró en esta categoría, si bien mantuvo su plaza directa de ascenso a la OK Liga Plata.
En la primera parte de la temporada se disputaron las ligas autonómicas, pasando los primeros clasificados de cada una de ellas a disputar la OK Liga Bronce. Esta quedó configurada en dos grupos de ocho equipos cada uno, accediendo al Grupo Norte los tres primeros clasificados de las primeras categorías autonómicas gallega y asturiana, así como los dos primeros clasificados de la Liga Norte; y accediendo al Grupo Sur los cuatro primeros clasificados de la primera autonómica madrileña junto a los cuatro primeros clasificados de la Liga Sur.
| Club                    | Localidad            | Pabellón                              | Fase clasificatoria                  |
| ----------------------- | -------------------- | ------------------------------------- | ------------------------------------ |
| C.A.A. Dominicos        | La Coruña            | Polideportivo Elviña                  | 1º en Primera Autonómica de Galicia  |
| C. Compañía de María    | La Coruña            | Colegio Compañía de María             | 2º en Primera Autonómica de Galicia  |
| Escola Lubians          | Carballo             | Complejo Deportivo Carballo Calero    | 3º en Primera Autonómica de Galicia  |
| Oviedo Booling          | Oviedo               | Polideportivo Pepín Moreno            | 1º en Primera Autonómica de Asturias |
| Club Patín Areces       | Grado                | Polideportiu Municipal                | 2º en Primera Autonómica de Asturias |
| Asturhockey Club Patín  | Grado                | Polideportiu Municipal                | 8º en Primera Autonómica de Asturias |
| Real Club Jolaseta      | Guecho               | Polideportivo Pepín López             | 1º en Liga Norte                     |
| Iruña Hockey            | Pamplona             | Pabellón U.D.P. Rochapea              | 2º en Liga Norte                     |
| C.P. Las Rozas          | Las Rozas de Madrid  | Centro de Patinaje Las Rozas          | 1º en Primera Autonómica de Madrid   |
| C.D. Sta. Mª del Pilar  | Madrid               | Pabellón Colegio Sta. María del Pilar | 2 º en Primera Autonómica de Madrid  |
| CP Rivas Las Lagunas    | Rivas-Vaciamadrid    | Polideportivo Cerro del Telégrafo     | 3° en Primera Autonómica de Madrid   |
| Club Patín Alcorcón     | Alcorcón             | Prado de Santo Domingo                | 4º en Primera Autonómica de Madrid   |
| Hockey Club Concentaina | Concentaina          | Pabellón Deportivo Municipal          | 1º en Liga Sur                       |
| C.H. Burguillos         | Burguillos del Cerro | Polideportivo Municipal               | 2º en Liga Sur                       |
| C.H.P. Cájar Granada    | Cájar                | Pabellón San Francisco de Asís        | 3º en Liga Sur                       |
| Club Patín Irlandesas   | Sevilla              | Colegio B.V.M. de Bami                | 4º en Liga Sur                       |

Notas:
- El Asturhockey Club Patín se clasificó tras renunciar los restantes equipos mejor clasificados en la liga autonómica asturiana.
- El Club Patín Irlandesas, tras obtener su clasificación mediante la Liga Sur, renunció a participar en la OK Liga Bronce por motivos económicos.

## Clasificación

### Grupo Norte
| Pos. | Equipo                 | Pts | PJ | PG | PE | PP | GF | GC | DG  |
| ---- | ---------------------- | --- | -- | -- | -- | -- | -- | -- | --- |
| 1    | Real Club Jolaseta     | 40  | 14 | 13 | 1  | 0  | 68 | 32 | 36  |
| 2    | C.A.A. Dominicos       | 27  | 14 | 8  | 3  | 3  | 62 | 45 | 17  |
| 3    | Oviedo Booling Club    | 26  | 14 | 8  | 2  | 4  | 55 | 40 | 15  |
| 4    | C. Compañía de María   | 26  | 14 | 8  | 2  | 4  | 58 | 40 | 18  |
| 5    | Asturhockey Club Patín | 14  | 14 | 4  | 2  | 8  | 50 | 56 | -6  |
| 6    | Club Patín Areces      | 14  | 14 | 3  | 5  | 6  | 49 | 55 | -6  |
| 7    | Iruña Hockey           | 11  | 14 | 3  | 2  | 9  | 51 | 76 | -25 |
| 8    | Escola Lubians         | 1   | 14 | 0  | 1  | 13 | 34 | 83 | -49 |

### Grupo Sur
| Pos. | Equipo                  | Pts | PJ | PG | PE | PP | GF | GC | DG  |
| ---- | ----------------------- | --- | -- | -- | -- | -- | -- | -- | --- |
| 1    | C.P. Las Rozas          | 26  | 12 | 8  | 2  | 2  | 50 | 24 | 26  |
| 2    | CP Rivas Las Lagunas    | 25  | 12 | 8  | 1  | 3  | 58 | 40 | 18  |
| 3    | C.D. Sta. Mª del Pilar  | 24  | 12 | 8  | 0  | 4  | 44 | 38 | 6   |
| 4    | C.H. Burguillos         | 19  | 12 | 6  | 1  | 5  | 47 | 47 | 0   |
| 5    | Club Patín Alcorcón     | 14  | 12 | 4  | 2  | 6  | 53 | 54 | -1  |
| 6    | C.H.P. Cájar Granada    | 10  | 12 | 3  | 1  | 8  | 32 | 49 | -17 |
| 7    | Hockey Club Concentaina | 4   | 12 | 1  | 1  | 10 | 41 | 73 | -32 |
| Ret. | Club Patín Irlandesas   |     |    |    |    |    |    |    |     |